# スペシャルフォース2
『スペシャルフォース2』（略称：SF2、朝鮮語：스페셜포스、中国語：风暴战区、英語：Soldier Front 2）は、韓国のオンラインゲーム開発会社Dragon flyが開発し、日本ではHappyTukが運営するオンラインマルチプレイFPS。朝鮮語版をはじめ中国語版、台湾語版、英語版、などが現在のところプレイできる。
様々なゲームモードが存在し、戦績に応じたルームや、レベルに応じたルーム、レベルや戦績も関係なくプレイできるルーム等へと続いており1ルーム最大16人が参加できる。チームに分かれて敵を倒したスコアを競い合うチームデスマッチや、爆破をするチームと爆破を阻止するチームに分かれて競い合う爆破モード等が存在して楽しめる(詳しくは基本的な遊び方、ゲームモードを参照）。
2012年7月からハンゲーム日本版で日本国内での正式サービス開始。2013年にプレイヤー数50万人を達成している。
2018年10月31日午後12時をもって日本での正式サービスを終了したが、2019年10月1日よりHappyTuk運営でサービスを再開した。
2022年10月31日、サービスを終了した。

## 基本的な遊び方
まずは、プレイするルームを選択して参加する。
ルームは、戦績に応じた訓練隊員ルーム、それらに関係なくプレイできる一般ルーム、クラン同士で対決するクランルームに大きく3つに分けられる。
その中に各自が作成したルームが更に存在して各自ルームにはマスターが存在し、ゲームモードやステージ、ローカルルール等が設定される仕組みになるが、ルームマスターが退出した時や放置した時はランダムにプレイヤーがルームマスターに任命される。
装備やプレイする準備が整ったら準備完了を押して待機する。数分間何もしないまま放置すると、強制退出となるまたルームマスターが準備完了を押さないとゲームが始まらない仕組みとなっている。

## ゲームモード

### チームデスマッチ(TDM)
FPSゲームの基本とも言えるモード。2チームに分かれて戦い、指定されたスコア数に先に達するか、ゲーム終了時に一番多くのスコア数を所持しているチームが勝利となる。
時間内なら何度でも復活できる。

### 爆破
攻撃チームと防衛チームに分かれ、攻撃チームはターゲットに爆弾を仕掛けて爆破をし、防衛チームは爆破の阻止と爆破の解除を行うモード。
攻撃チームはターゲットを爆破するか、防衛チームを全員倒せば勝利となる、防衛チームは爆弾を解除するか、爆破チームを全員倒せば勝利となる。

### 奪取
奪取チームと防衛チームに分かれ、奪取チームは制限時間内にターゲットを奪取して脱出を行う。防衛チームはこれを阻止するモード。
奪取チームはターゲットを奪取して脱出するか、防衛チームを全員倒すと勝利となり、防衛チームは制限時間終了までターゲットを防衛するか奪取チームを全員倒すと勝利となる。
爆破モードと同じく一回勝負であり、死亡した場合は復活できない。

### 脱出
脱出チームと阻止チームに分かれ、脱出チームが指定された脱出地点まで行き制限時間内に脱出をする 阻止チームはこれを阻止するモード。
脱出チームがヘリ呼び出し装置でヘリコプターを呼び出す必要がある。マップにより、他の乗り物である場合もある。
脱出チームはヘリコプターに１人でも乗り込むか、阻止チームを全員倒せば勝利である。阻止チームは時間内に誰一人脱出させないか、脱出チームを全員倒せば勝利である。
こちらも同じく一回勝負であり、死亡した場合は復活はできない。

### パーティーモード

#### グラス
2つのチームに分かれて戦うモードであり、所有している武器は持ち込みできない。
制限時間内に敵チームを全員倒すか制限時間終了時に生存者の数が多いチームが勝利となるが、生存者の数が同じ場合は残りHPの合計が多いチームが勝利となる。
一回勝負であり死亡した場合は復活はできない。

### 雪合戦
冬季限定のモード。所有している武器は持ち込みはできず、ゲーム開始時に支給される雪球か、マップ上にあるボックスからランダムに出てくるショットガンや石入りの雪球等しか使用できない。
チームデスマッチ等と同じく2つのチームに分かれて戦い、指定スコア数に先に達するか、ゲーム終了時に一番多くのスコア数を所持しているチームが勝利となる。
時間内なら何度でも復活できる。

### ハンティング
制限時間の間、人間チームとクロステリアン（エイリアン）チームに分かれて戦うモード。
人間チームは所有している武器が持ち込みでき、RPG7も使用できる。クロステリアンチームは特徴的な3種類の不気味なエイリアンを選び、やを吐く等の攻撃を行い、ゲーム終了時に一番多くのスコアを所持しているチームが勝利となる。時間内なら復活できる。

### 特殊武器
2つのチームに分かれて、弓矢や手裏剣等の特殊武器を使い、敵チームを殲滅するモード。所持している武器は持ち込みできず、ランダムに配布される特殊武器を使用して戦う。
敵を全員倒すか、生存者の多いチームが勝利となる。
一回勝負であり死亡した場合は復活はできない。

### AIモード
チームデスマッチとほぼ同じだが、プレイヤーにAI(コンピューター)を入れて2チームに分かれて戦い、指定されたスコア数に先に達するか、ゲーム終了時に一番多くのスコア数を所持しているチームが勝利となる。
他のプレイヤーを入れて人間 VS AIなんて事もできる。
時間内なら何度でも復活できる。

### ショットガン
2つのチームに分かれてショットガンで戦うモード。指定されたスコア数に先に達するか、ゲーム終了時に一番多くのスコア数を所持しているチームが勝利となる。
所持しているショットガンのみ持ち込み可能であるが、所持していない場合は装弾数が減らされた物が支給される。
時間内なら何度でも復活できる。

### ゴールドラッシュ
現金輸送車を護衛するチームと、現金輸送車から軍資金を奪取するチームに分かれ、護衛チームは軍資金を奪取を阻止しつつ制限時間内に目的地まで護衛を行い、奪取チームは護衛チームを倒し、現金輸送車から軍資金の奪取をする。
護衛チームは現金輸送車を目的地まで護衛できた場合が勝利で、奪取チームは現金輸送車から全額奪取するか、現金輸送車が時間内に目的地に到着しなかった場合が勝利である。時間内なら何度でも復活できる。

### ヒーロー
2つのチームに分かれて味方としてクロステリアン(エイリアン)を加えて戦うモード。
敵チームの胞子制御装置を破壊すると勝利である。
時間内なら何度でも復活できる。

### タワー
2つのチームに分かれて、衛星迎撃兵器のトリガーを奪い合うモード。
占領して一定時間経つか、制限時間終了時に占領していたチームが勝利となる。
時間内なら何度でも復活できる。

### 占領
2つのチームに分かれて3ヶ所ある占領地点を奪い合うモード。
指定されたスコア数に先に達するか、ゲーム終了時に一番多くのスコア数を所持しているチームが勝利となる。
時間内なら何度でも復活できる。

### 個人戦
皆敵になり、スコアを競い合うモード。
規定のスコアに達成するか、制限時間終了時に1位だった場合が勝利である。
時間内なら何度でも復活できる。

### 突破
2つのチームに分かれて強行突破のタイムとどちらが先に到達するかを競い合うモード。
敵チームより短いタイムで突破するか、先の地点に到達している方が勝利である。
時間内なら何度でも復活できる。

### ハードコアモード
銃弾のダメージが増大しており、マップや残弾数が表示されず、弾が残っている状態で装填すると残っていた弾が消滅するリアル重視のモード。
基本的に普通のモードと操作方法やマップは同じである。

#### ハードコア[TDM]モード
詳しくは#チームデスマッチ(TDM)を参照。

#### ハードコア[奪取]モード
詳しくは#奪取を参照。

#### ハードコア[爆破]モード
詳しくは#爆破を参照

### スナイパーモード
2つのチームに分かれて戦うモードだが、使用できる武器がスナイパーライフルとハンドガン・ナイフに限定されるモード。
スナイパーライフルを所持していない場合は自動的に支給される。

### PvEモード
PvEモード専用ルームでのみプレイできるモード。
通常とは一味違うゲームが楽しめる。

#### サバイバル
プレイヤー達が協力してクロステリアン(エイリアン)と戦うモード。
胞子制御装置を最後まで防衛したら勝利であり、すべて破壊されたら敗北である。
所持している武器は持ち込めず、モード専用武器か、戦闘中に購入をしないと武器使えない。
時間内に死亡した際はプレイヤーに時間内に蘇生してもらうか20秒経つと復活できるが、全てのプレイヤーが同時に死亡した場合は敗北である。

#### シューター
プレイヤー達が協力してクロステリアン(エイリアン)と戦うモード。ただしこのモードは俯瞰視点となる。
クロステリアンを全て倒したら勝利であり、所持している武器も持ち込める。
時間内に死亡した際は35秒経つと復活できるが、全てのプレイヤーが同時に死亡した場合は敗北である。

#### ディフェンス
プレイヤー達が協力してクロステリアン(エイリアン)と戦うモード。
クロステリアンを倒して、最終エリアまで到達したら勝利である。所持している武器も持ち込める。
時間内に死亡した際はプレイヤーに時間内に蘇生してもらうか55秒経つと復活できるが、全てのプレイヤーが同時に死亡した場合は敗北である。

## 登場する部隊
『スペシャルフォース2』では、各国の特殊部隊が用意されており、プレイヤーはそれを選択できる。
| ゲーム内名称   | 正式名称                                                            | 所属国                                 | 備考                                                   |
| -------------- | ------------------------------------------------------------------- | -------------------------------------- | ------------------------------------------------------ |
| デルタフォース | U.S.Army 1st Special Forces Operational Detachment (Airborne) DELTA | アメリカ合衆国                         | ゲーム登録時から選択可能な部隊である。                 |
| スペツナズ     | подразделения специального назначения                               | ソビエト社会主義共和国連邦～ロシア連邦 | ゲーム登録時から選択可能な部隊である。                 |
| ガフェ         | GAFE                                                                | メキシコ合衆国                         | 新たに追加されたゲーム登録時から選択可能な部隊である。 |
| GIGN           | Groupe d’intervention de la gendarmerie nationale                   | フランス共和国                         | ゲーム内通貨で購入をすると利用可能な部隊である。       |
| SAS            | Special Air Service                                                 | イギリス連合王国                       | ゲーム内通貨で購入をすると利用可能な部隊である。       |